# More than Blue (film, 2018)
Pour plus de détails, voir Fiche technique et Distribution.
More than Blue (比悲傷更悲傷的故事, Bi bei shang geng bei shang de gu shi, litt. « Une histoire plus triste que la tristesse ») est un film dramatique taïwanais réalisé par Gavin Lin et sorti en 2018. C'est un remake du film sud-coréen More than Blue de 2009.
Tourné en mandarin de Taïwan, il sort en Chine le 14 mars 2019 et arrive premier du box-office chinois de 2019 lors de ses deux premières semaines d'exploitation, ce qui n'était pas arrivé depuis longtemps pour un film taïwanais.

## Synopsis
Un homme en phase terminale cherche un compagnon à sa meilleure amie, qu’il aime depuis le lycée, pour qu’elle ne se sente pas seule après son décès.

## Fiche technique
- Titre original : 比悲傷更悲傷的故事
- Titre international : More than Blue
- Réalisation : Gavin Lin
- Scénario : Hermes Lu et Gavin Lin
- Photographie : Kwan Pung-leung
- Société de production : mm2 Entertainment (en)
- Société de distribution : ifilm et 20th Century Fox (Hong Kong)
- Pays d’origine :  Taïwan
- Langue originale : mandarin
- Format : couleur
- Genres : drame, amour
- Durée : 105 minutes
- Date de sortie :
  - Taïwan et Hong Kong : 30 novembre 2018
  - Corée du Sud : 12 décembre 2018
  - Singapour : 13 décembre 2018
  - Malaisie : 27 décembre 2018
  - Australie, Nouvelle-Zélande et Chine : 14 mars 2019
  - États-Unis et Canada : 15 mars 2019

## Distribution
- Jasper Liu (en) : Chang Che-kai (K)
- Ivy Chen : Song Yuan-yuan (Cream)
- Bryan Chang (en) : Yang You-hsien
- Annie Chen (en) : Cindy
- Pipi Yao : Song Yuan-yuan (Cream) jeune
- Chih Tian-hsih : Chang Che-kai (K) jeune
- Emma Wu (en) : Bonnie
- Da Qing : Ji Ge
- Bruce Hung (en) : Ah Bang
- A-Lin : elle-même

## Accueil

### Festival de Pusan
Le film est chaleureusement accueilli au Festival de Pusan 2018 avec 5000 tickets de la première mondiale vendus en 5 minutes. Les acteurs principaux Jasper Liu (en) et Ivy Chen reçoivent le prix de « Face of Asia ».

### Box-office
À Taïwan, le film récolte 32 millions $NT durant ses 3 premiers jours d'exploitation, signant le plus gros démarrage au box-office 2018 de l'île. Il passe le 100 millions $NT en 9 jours, dépassant en vitesse le film Our Times (2015) qui avait atteint cette marque en 10 jours. Le 11e jour de son exploitation, le film totalise 135 millions $NT, attirant un total de 580 000 entrées, devenant le plus gros succès taïwanais (en) de 2018. Le 17 février 2019, il totalise 239 577 835 $NT (7 245 444 $US) à Taïwan.
À Hong Kong, il récolte 1,7 million $HK durant ses 3 premiers jours d'exploitation, devient le plus gros succès taïwanais de ces 3 dernières années. Le 11 décembre 2018, le film totalise 8 millions $HK et reste dans les 5 premières places du box-office pendant un certain temps.
En Chine, où il sort le 14 mars 2019, il arrive en tête du box-office, récoltant 330 millions de yuan (49,2 millions $US) lors de sa première semaine. Au 23 mars 2019, il totalise 113,02 millions $US dans le pays.
Le film récolte également 333 584 $US aux États-Unis et au Canada, 194 100 $US en Corée du Sud et 72 180 $US en Australie, hissant ses recettes mondiales à 123 070 854 $US.